# 檜木萌
檜木 萌（ひのき もえ、1986年12月17日 - ）は、千葉県出身の元タレント。

## 来歴
千葉市立千葉高等学校、青山学院大学卒業。2008年6月22日、スポーツクラブの「セントラルスポーツ」とホリプロの共同企画で開催された『第1回 フィットネスタレント・オーディション〜スポドルを探せ！』において、応募総数5250人の中から初代グランプリ獲得。2009年、フジテレビのバラエティ番組『キャンパスナイトフジ』に“キャンパスナイターズ”の一員としてレギュラー出演。2011年より三栄書房発行のゴルフ雑誌『GOLF TODAY』の“GTバーディーズ”に参加。
ホリプロを脱退後、フィットネス・パーソナルトレーナーの活動を経て、2020年、宅地建物取引士試験に合格。自身が学んでいた資格講座「宅建ダイナマイト合格スクール」の運営に携わる。2022年、個人会社「ダイナマイトアマゾネス合同会社」を設立。宅建業の免許を取得しアメリカの不動産会社「RE/MAX」の日本法人「RE/MAX JAPAN」のフランチャイズチェーンに参加し「RE/MAX Dynamite」の屋号で不動産エージェント業務を開始。

### 人物
趣味はフィットネスジム通い、特技はクラシックバレエ、資格は英検準1級、漢検2級。

## 出演

### テレビ
- 志村屋です。（フジテレビ）
- キャンパスナイトフジ（2009年4月10日 - 2010年3月19日、フジテレビ）キャンパスナイターズ - バランスボール天気予報のコーナーをレギュラーで担当
- 全種類。（2010年4月5日、TBS）
- なるほど!ホームドクター（2012年7月8日 - 12月30日、BS-TBS）リポーター - 「すこやか体（ボディ）ラボ」のコーナーをレギュラーで担当

### ラジオ
- DJ Tomoaki's Radio Show!（2010年3月11日、下北FM）
- まだまだゴチャ・まぜっ!〜集まれヤンヤン〜（2010年4月10日 - 2011年4月9日、MBSラジオ）
- ナイターズ　マル秘同窓会～もう一度ヤラせて～（2011年3月26日、下北FM）

### CM
- セントラルスポーツ

## 出版

### 写真集
- キャンパスナイトフジ しこたま卒業アルバム（2010年3月19日、講談社） ISBN 978-4-06-379441-0

### CD
- エロくないのにエロく聴こえる歌 〜しこたまがんばれ!〜（2010年3月17日、ポニーキャニオン） - キャンパスナイターズ